# Piper dolichostachyum
Piper dolichostachyum är en pepparväxtart som beskrevs av Gilbert & Xia. Piper dolichostachyum ingår i släktet Piper och familjen pepparväxter. Inga underarter finns listade i Catalogue of Life.